# 리버럴 아츠 칼리지

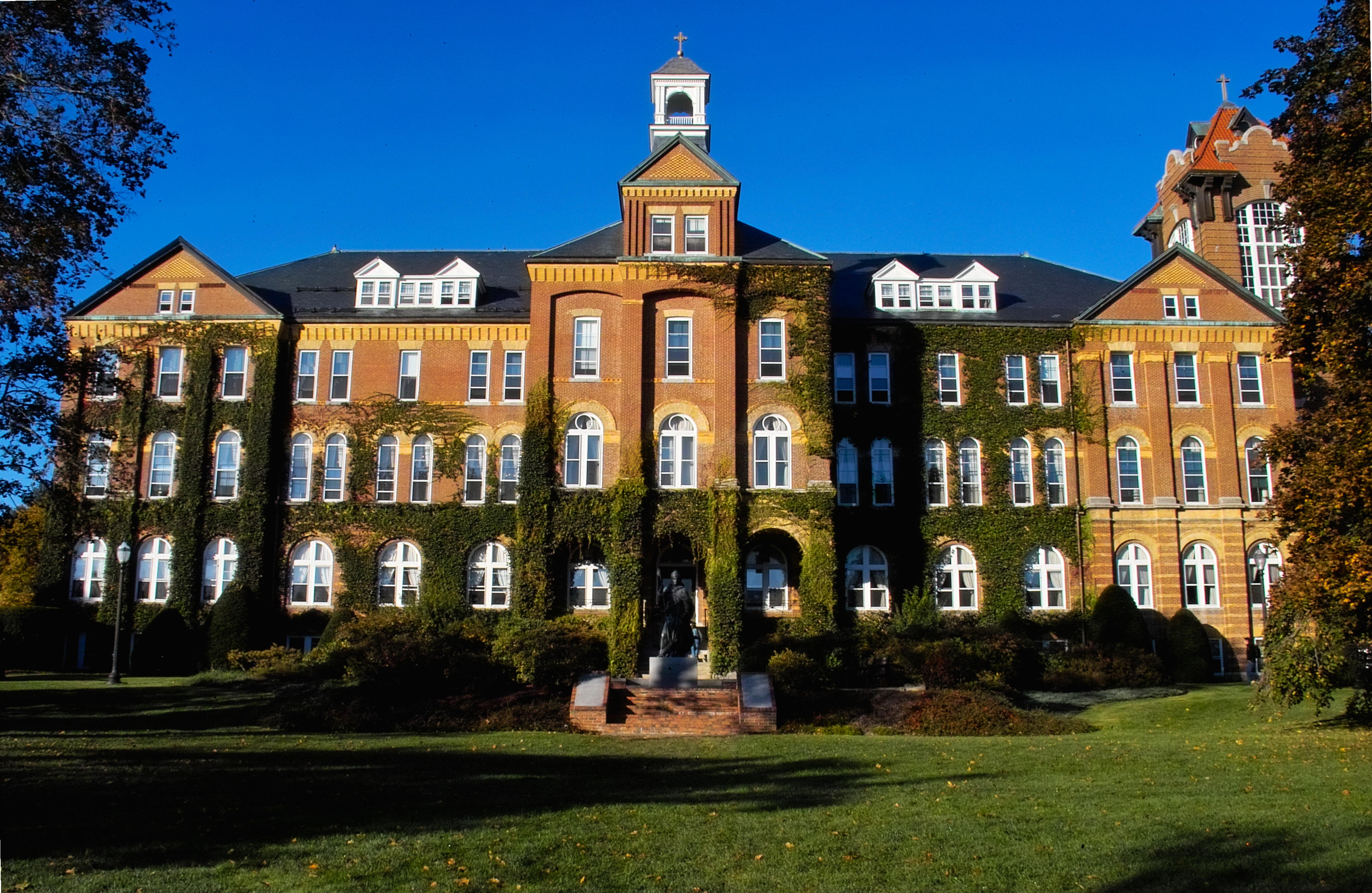
미국 뉴잉글랜드의 전통적인 리버럴 아츠 칼리지인 세인트안셈 칼리지

리버럴 아츠 칼리지(영어: Liberal arts college)는 자유과와 과학 교육을 중시하는 학부 중심 대학을 일컫는다. 리버럴 아츠 칼리지가 무엇인지 공식적으로 정의한 적은 없으나, '학부 교육에 집중하며 적어도 절반 이상의 학위를 리버럴 아츠 분야에 수여하는 학교' 또는 이와 유사하게 설명하는 학자들이 있다. 리버럴 아츠 칼리지의 학생들도 재학 기간 중 특정 분야를 전공으로 선택하여 공부하지만 이와 더불어 수학과 자연과학 등에 걸쳐 광범위한 주제를 배우게 된다. 리버럴 아츠 칼리지는 유럽에서 그 기원을 찾을 수 있지만, 현재는 미국의 고등교육 기관들과 강하게 연계된 교육 체계로 뿌리를 내렸으며 전 세계 거의 대부분의 리버럴 아츠 칼리지들은 미국식 체계를 따르고 있다.
많은 리버럴 아츠 칼리지들이 오로지 학부만 제공하나 몇몇 리버럴 아츠 칼리지들은 경영학, 법학, 의학 등의 분야에서 석사와 박사 학위를 수여하는 대학원 과정을 운영하기도 한다. 또한 리버럴 아츠 칼리지라는 용어가 한 독립 기관을 가리키는 것이 보통이나, 유니버시티 칼리지 또는 더 큰 종합대학과 연계된 대학을 가리키기도 한다.

## 특징

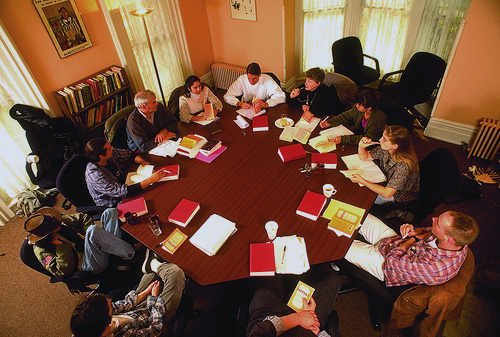
미국 샤이머 칼리지의 토론 수업

리버럴 아츠 칼리지의 특징은 다방면의 교육 과정과 작은 크기이다. 이는 행정과 학생들의 경험에서 다양한 2차 효과를 가져온다. 예를 들어 대개 리버럴 아츠 칼리지의 강의 규모는 종합대학보다 작고, 리버럴 아츠 칼리지의 교원들은 연구보다는 강의에 집중한다. 학생들은 리버럴 아츠 칼리지에서 더 높은 학생 만족감을 갖고, 교원들이 학생들의 학업에 개인적인 관심을 갖는다고 생각하며, 토론에 참여하기를 권장한다고 느낀다. 행정의 측면에서 볼 때, 리버럴 아츠의 작은 크기는 응집력과 어려운 시기동안 살아남는 능력을 기르는 데 기여했다. 일반적으로 교원과 교직원들의 직업 만족도는 리버럴 아츠 칼리지에서 더 높았다. 또한 리버럴 아츠 칼리지는 크기가 작아 비교적 실험적이거나 다른 접근을 시도하는 것이 가능한데, 고전 문학 교육을 중시하는 세인트존스 칼리지와 샤이머 칼리지, 급진적인 학제간 교육 과정을 제공하는 말보로 칼리지 등이 그 사례다.
종합대학들이 리버럴 아츠 칼리지의 교육 과정을 받아들이고 또 그 반대의 현상도 일어나면서 리버럴 아츠 칼리지의 특수성들은 다소 약해졌다. 한 예로, 캘리포니아 대학교 시스템은 큰 대학 안에 작은 리버럴 아츠 칼리지와 유사한 클러스터 칼리지를 도입하는 실험을 했으며, 컬럼비아 대학교의 컬럼비아 칼리지와 같이 종합대학 안에 리버럴 아츠 칼리지의 특징을 갖는 부속 대학을 두는 종합대학들도 있다.

## 세계의 리버럴 아츠 칼리지
리버럴 아츠 칼리지는 오늘날 전 세계에 있다. 자유과 교육의 개념은 유럽에 뿌리를 두고 있지만 오늘날에는 미국과 주로 연관돼있고, 거의 대부분의 리버럴 아츠 칼리지들은 미국식 체계를 따르고 있다. 각 대륙의 리버럴 아츠 칼리지들이 속한 글로벌 리버럴 아츠 얼라이언스는 스스로를 '미국식 리버럴 아츠 기관들의 국제적, 다각적 협력 관계'라고 규정하고 있다.

### 북미
미국에서 리버럴 아츠 칼리지는 17세기부터 하버드 칼리지와 18세기에 예일 칼리지, 다트머스 칼리지 등 초창기의 학교들이 생겨나며 뿌리를 내리기 시작했다. 이들  학교는 점차 학교의 규모와 다양성이 확대되면서 오늘날의 종합대학 형태로 변화하였다. 이들은 지금도 학부 교육에 있어 공학 분야를 제외한 나머지 분야에서는 리버럴 아츠 교육의 전통을 지키려 애쓰며 Arts and Science 학위를 수여하고 있다. 그럼에도 불구하고 이들 학교들 가운데 오늘날 리버럴 아츠 칼리지로 여겨지는 학교는 없다. 이러한 미국의 초기 대학교들은 새로 건설된 미국에 유럽의 문화를 전파시키는 역할을 했다. 결과적이긴 하나 현재적 관점에서 볼 때 미국의 대학들 중 리버럴 아츠 칼리지로 분류되는 대학들은 18세기 말 내지 19세기 초부터 빠르게 늘어나기 시작해 1850년부터 1899년 사이 212개의 리버럴 아츠 칼리지들이 생겨났다. 1987년을 기준으로 미국에는 약 540개의 리버럴 아츠 칼리지들이 있었다. 참고로 미국의 대표적인 리버럴 아츠 칼리지는 동부의 윌리엄스 칼리지, 애머스트 칼리지, 스와스모어 칼리지, 보딘 칼리지, 서부의 포모나 칼리지, 클레어몬트 매케나 칼리지 등이 있으며 이들 학교는 교육적 장점 이외에도 입학생 수준이나 졸업생의 평판에 있어 소위 아이비 리그 대학들과 비교된다. 미국 해군사관학교, 미국 육군사관학교, 미국 공군사관학교도 리버럴 아츠 칼리지로 분류된다.    
캐나다에도 마운트앨리슨 대학교와 비숍스 대학교, 세인트토머스 대학교 등의 리버럴 아츠 칼리지가 있다.

### 유럽

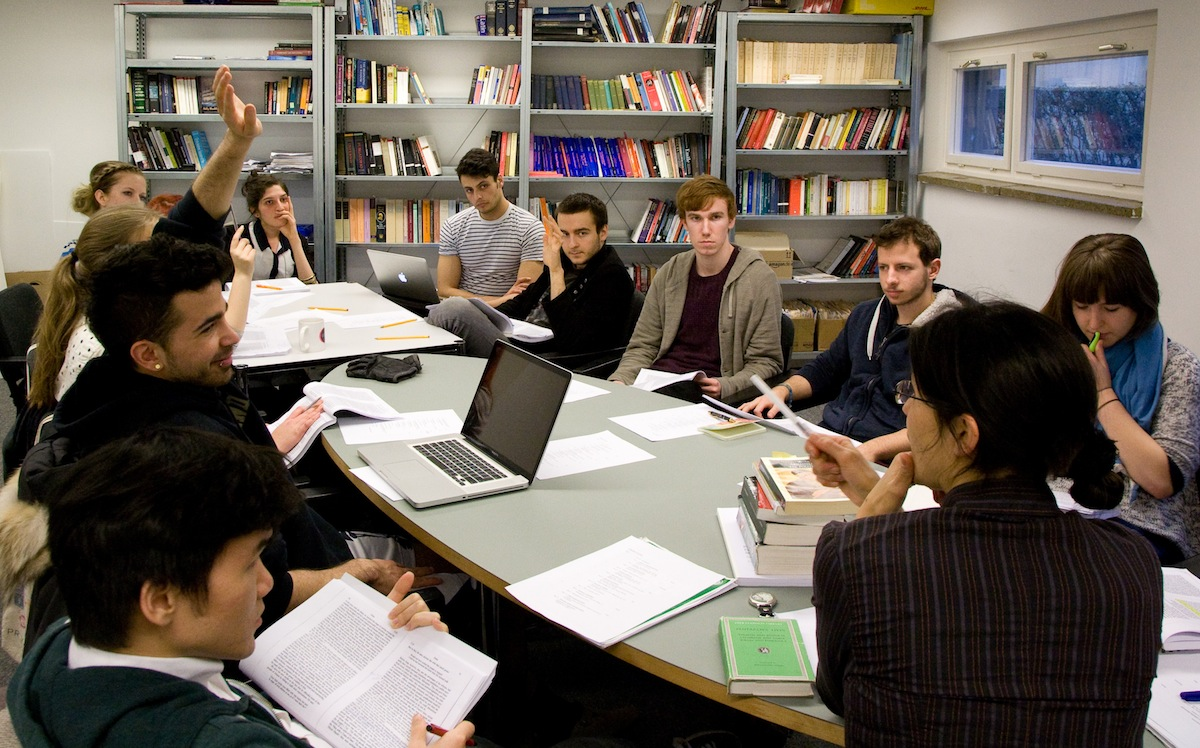
독일 바드 칼리지 베를린의 수업

유럽 대륙에서는 스위스의 프랭클린 대학교 스위스와 같은 유럽 기반의 선구적인 기관들을 제외하면 현대에 이르러서야 미국식 리버럴 아츠 칼리지가 도입됐다.
네덜란드에서는 1990년대 후반부터 '유니버시티 칼리지(university college)'라는 이름으로 리버럴 아츠 칼리지가 생겼다. 네덜란드의 사회학자 한스 아드리안선스는 네덜란드에서의 대규모 대학 교육 풍토를 바꾸고자 리버럴 아츠 칼리지를 장려했다.
유럽에서 리버럴 아츠 칼리지는 흔하지 않지만 자유과 학위 과정은 자리를 잡아가고 있다. 아일랜드의 유니버시티 칼리지 더블린에서 자유과 학위를 수여하며, 2010년에는 윈체스터 대학교에서 영국 최초로 학부 과정에 근대 자유과 과정을 도입했고, 2012년에는 유니버시티 칼리지 런던에서 학제간 과정인 인문학 및 과학 학위 과정을 도입했다. 킹스 칼리지 런던은 예술과 인문학, 사회학 중심의 자유과 학사 과정을 도입했다. 2012년 10월 유니버시티 칼리지 프라이부르크는 독일 최초로 4년제 자유과 및 과학 학사 학위 과정을 시작했다. 스웨덴에서는 2011년 예테보리 대학교에서 첫 자유과 학위 과정을, 핀란드에서는 2013년 가을 웁살라 대학교에서 자유과 학사 과정을 개설했다. 영국의 킬 대학교는 리버럴 아츠 칼리지의 많은 특징들을 반영하고 있으며 영국 안에서 리버럴 아츠 칼리지와 제일 유사한 사례로 꼽힌다.

### 아시아

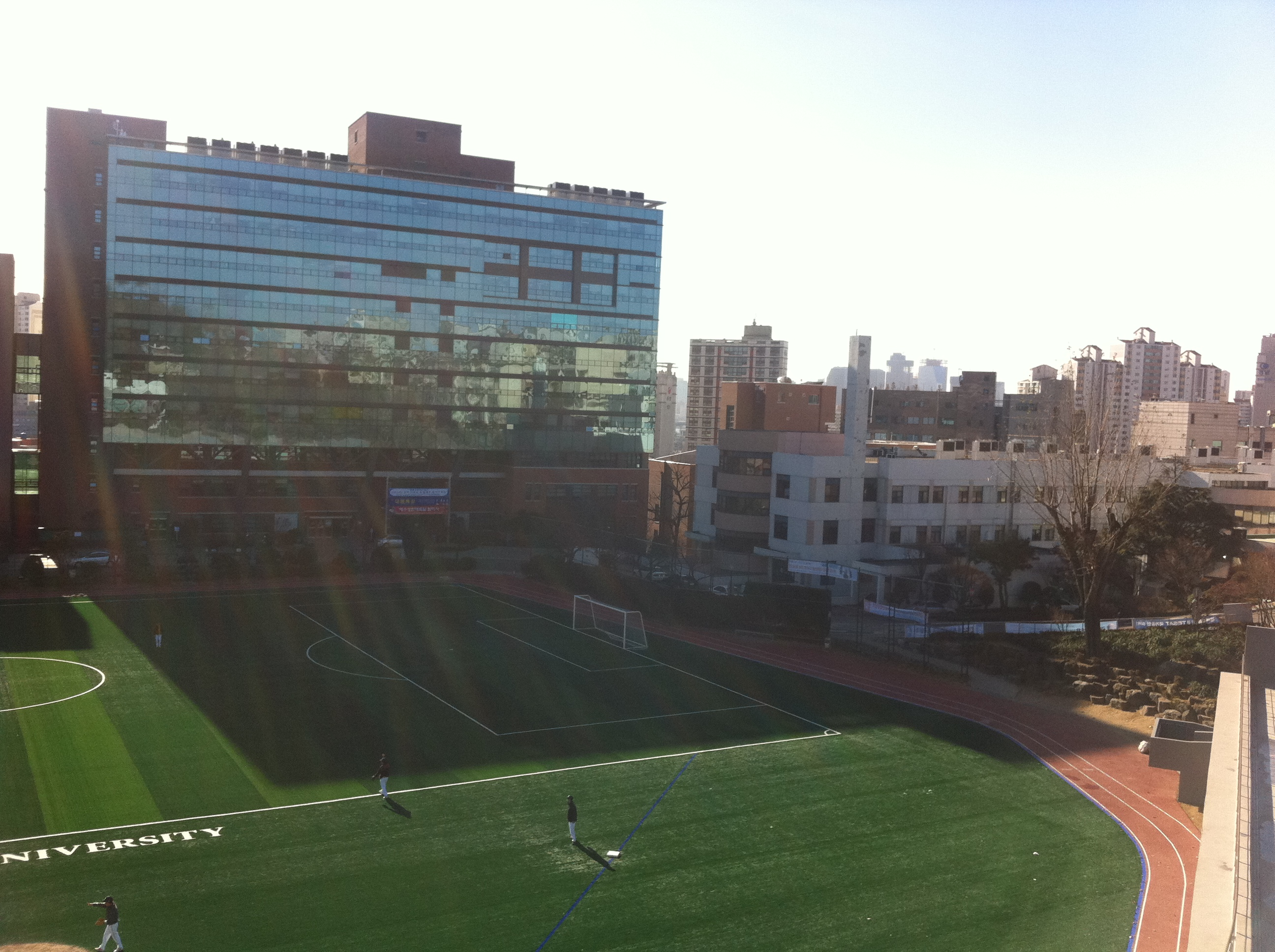
설립 당시 미국 리버럴 아츠 칼리지를 모델로 한 서강대학교

대한민국의 서강대학교는 대한민국 최초로 게페르트 신부와 미국 예수회 위스콘신 관구에서 1960년 개교 당시부터 미국의 리버럴 아츠 칼리지 형태로 서강대학(Sogang College)을 설립했으며, 1970년 종합대학(Sogang University)으로 전환한 후에도 설립시부터 이어진 미국식 리버럴 아츠 칼리지 전통이 여러 부분에서 유지되고 있다.
2006년 설립된 연세대학교언더우드국제대학은 미국식 리버럴 아츠 칼리지임을 공식적으로 표방하고 있고, 경희대학교는 2011년 이후 교양과정을 후마니타스 칼리지로 개편하여 자유과 교육의 중요성을 강조했다. 광주과학기술원의 GIST대학은 설립 당시 칼텍과 스와츠모어 칼리지를 벤치마킹하여 리버럴 아츠 칼리지를 지향하며, 연구중심 이공계 대학으로 분류됨에도 인문사회 교육 비중이 높다.대전대학교에도 리버럴 아츠 칼리지가 있으며 충남 논산 금강대학교는 인문·사회과학 중심의 기숙형(RC) 리버럴 아츠 칼리지의 이념을 표방한다.
홍콩의 링난 대학이 20세기 초에 리버럴 아츠 칼리지로 세워지긴 했으나 곧 종합대학이 됐다. 1915년 미국식 리버럴 아츠 칼리지 체계를 따라 난징에 진링 여자대학이 세워졌고, 1930년대까지 리버럴 아츠 칼리지로 남았다.
싱가포르의 예일-NUS 칼리지는 2011년 예일 대학교와 싱가포르 국립 대학의 협력으로 세워진 싱가포르의 첫 리버럴 아츠 칼리지이다. 설립 이후 예일 대학교가 집회의 자유와 언론의 자유가 극도로 억압받는 싱가포르에서 대학을 열기 위해 자유의 가치와 타협한다는 논란이 일었고, 예일 대학교의 교수진들은 싱가포르에서의 인권과 참정권 탄압의 역사에 대한 우려를 나타냈다. 예일-NUS 칼리지의 교수진들과 학생들은 학교 안에서 표현의 자유를 거의 침해받지 않았으며 예일-NUS 칼리지는 아시아에서 자유과 교육을 장려하는 커다란 기회라고 말했다.
1953년에 문을 연 일본의 국제 기독교 대학은 스스로를 '일본 최초의 리버럴 아츠 칼리지'라고 말한다.

### 아프리카

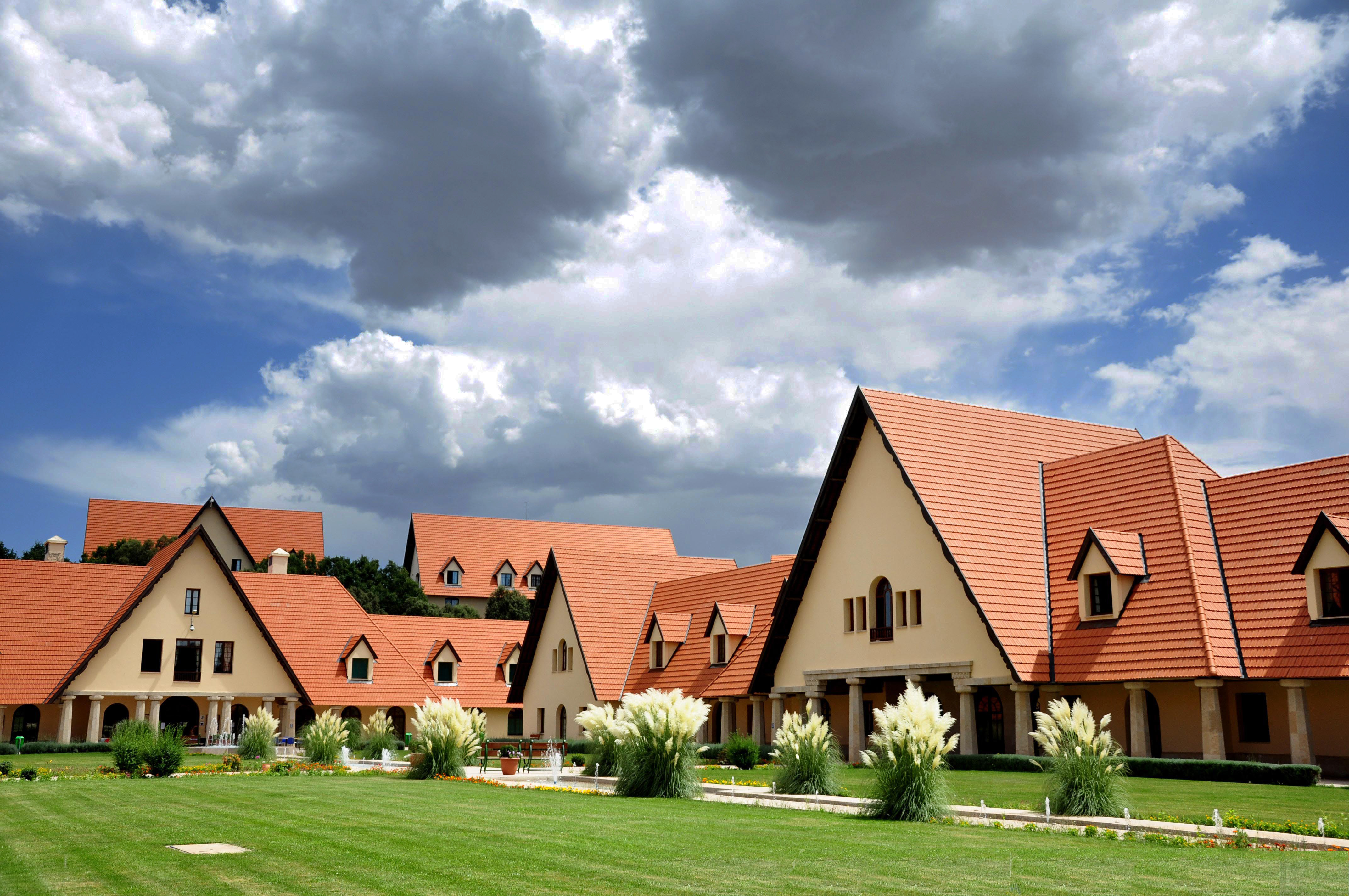
모로코의 리버럴 아츠 칼리지인 알아하와인 대학교

모로코의 알아하와인 대학교와 이집트의 카이로 아메리칸 대학교, 나이지리아의 나이지리아 아메리칸 대학교가 글로벌 리버럴 아츠 얼라이언스에 속해있다. 알아하와인 대학교는 미국식 리버럴 아츠 칼리지를 본따 만들어졌다.

### 오세아니아
오스트레일리아의 University of Notre Dame 퍼스의 리버럴 아츠 칼리지다. 의학, 간호, 교육, 법학과가 유명하고, 시드니에도 캠퍼스가 있다. 유학생의 비율을 학교 방침상 10% 미만으로 유지하고 있으며 학교 자체에 유색 인종도 타 학교에 비해 현저히 적은 수다.

## 같이 보기
- 자유과

## 참고 자료
- Bonvillian, G. & Murphy, R. (1996). The Liberal Arts College Adapting to Change: The Survival of Small Schools. Routledge.
- Clemmer, J. (1997). "The Liberal Arts College Library Director and the Collegiate Myth". In Dandraia, F. The Academic Library Director: Reflections on a Position in Transition. Routledge.
- Harriman, P. (1935). "Antecedents of the Liberal Arts College". The Journal of Higher Education. 6 (2).
- Thelin, J. R. (2004). A History of American Higher Education. Johns Hopkins University Press.